# Catalyst Records
Catalyst Records was een Amerikaans platenlabel, dat jazz uitbracht. Het was een sublabel van Springboard International Records en was actief in de jaren 1976 en 1977.
Musici die op het label uitkwamen waren onder meer Earl Hines, Art Blakey, Ahmad Jamal, Paul Gonsalves, Sonny Stitt, George Lewis, Terumasa Hino, Carmen McRae, Frank Foster, Charlie Mariano, Don Menza, Junior Cook, Frank Strazzeri en Irene Kral.